# 加納潤四郎
加納 潤四郎(かのう じゅんしろう、慶応2年(1865年)8月-大正14年(1925年)5月29日)は、日本海軍軍人。最終階級は海軍機関大佐。旧姓井手。

## 経歴
慶応2年(1865年)、長崎県彼杵郡福島村の井手正平の四男に生まれる。明治20年(1887年)海軍機関学校(旧4期)を席次21人中17番で卒業後、明治31年(1898年)、加納鷲雄の婿養子となり加納の娘ミチヲと結婚する。
松島分隊長、鳥海機関長、済遠機関長心得、高千穂機関長、横須賀水雷団機関長、横須賀海兵団機関長、富士機関長等を歴任した。
大正14年(1925年)5月29日死去。享年60。